# Манитас де Плата
Мани́тас де Пла́та (настоящее имя — Рикардо Бальярдо, 7 августа 1921, Сет, департамент Эро, Франция — 5 ноября 2014, Монпелье) — известный музыкант, гитарист фламенко.
Рикардо Бальярдо родился в семье цыган. Музыкой увлёкся, услышав выступление легендарного джазового гитариста Джанго Рейнхардта, основателя жанра «джаз-мануш» (цыганский джаз). В 1960-х годах стал выступать на радио и ТВ, однажды получив хвалебное письмо от Жана Кокто, где тот восхищался мастерством и техникой Манитаса.
Услышав, как он играет в Арле в 1964 году, Пабло Пикассо, как говорят, воскликнул: «Этот человек имеет намного большую ценность, чем я!» и написал картину прямо на его гитаре. Среди поклонников музыканта числились Чарли Чаплин и Брижит Бардо.
Он записал свой первый официальный альбом в часовне во Франции, в 1963 году, для лейбла Phillips. Этот альбом позднее был переиздан в 1967 году
Де Плата получил известность в США благодаря выставке, организованной его другом Люсьеном Клергом. 24 ноября 1965 года де Плата выступил в Карнеги-Холл в Нью-Йорке.
С 1967 года начал активную гастрольную деятельность, которая почти не прерывалась до самой смерти Манитаса.
У де Платы трое сыновей — Жак, Морис и Тони, который вместе с племянниками отца и сыновьями артиста фламенко Хосе Рейеса составляют основу группы «Gipsy Kings».
Манитас де Плата ушёл из жизни 5 ноября 2014 года в возрасте девяноста трёх лет.